# 麻雀ウォッチ シンデレラリーグ
麻雀ウォッチ シンデレラリーグ（まあじゃんウォッチ シンデレラリーグ）とは、麻雀スリアロチャンネル・麻雀ウォッチにより共催される、女流プロによる麻雀の大会である。
2022年以降は「シンデレラファイト」の大会名で開催されている。

## 概要
これまで各団体のリーグ戦や主催麻雀大会を配信してきたスリアロチャンネルによる「初の本格女流リーグ戦」。これまでもスリアロチャンネルの番組に出演してきた、最高位戦日本プロ麻雀協会・日本プロ麻雀協会・RMU所属選手が出場している。
初年度となる2017シーズンでは、タイトル経験者や各団体のリーグ戦上位ランカーを含む、20名の女流選手が参戦した。
翌2018年、タイトル経験者や上位ランカーによって争われる「麻雀ウォッチ プリンセスリーグ」（2020年よりPrincess of the yearに改称）が新設されたことに伴い、シンデレラリーグの2018シーズンは、まだタイトル経験のない（あるいは少ない）若手の女流が主体の大会となっている。
2022年に「シンデレラファイト」として大会をリニューアル。さらに2023年からは「5団体（RMU、最高位戦日本プロ麻雀協会、日本プロ麻雀協会、日本プロ麻雀連盟、麻将連合）所属でプロ歴7年未満」「SNSでの情報発信に協力的」「タイトル獲得経験なし」の条件を満たす女流雀士は全員参加可能となる、事実上の新鋭女流プロによるオープン大会となった。

## 方式
「シンデレラファイト」となった2022年以降、本戦においては『シンデレラシステム』と称する独自のサバイバル方式を導入している。
具体的には、8名を1組として2卓に分かれて半荘1回戦を戦い、各卓の1位が次のステージに進出、4位がその場で敗退となり、残る2位・3位の両卓4名で半荘1回戦（3回戦目）を戦い、上位2名（状況によっては1位のみ、或いは上位3名）が次のステージに進出する、というシステムである。
競技ルールはMリーグルールに準拠したもの（東南戦、赤牌あり、一発・裏ドラ・槓ドラあり）が採用されている。

### 2024
オフライン予選
- 1次予選：60人が20人ずつ3グループに分かれて半荘3回戦を打ち、上位6人ずつが2次予選進出
- 2次予選：シード30人を10人ずつ3グループに分け、1次予選勝ち上がり加えた各グループ16人で半荘3回戦を打ち、上位4人ずつが3次予選進出
- 3次予選：シード24人を8人ずつ3グループに分け、2次予選勝ち上がり加えた各グループ12人で半荘4回戦を打ち、グループ最上位が予選ファイナル進出（下位3名が予選敗退）、グループ2位から9位の8名で半荘1回戦を打ち、上位2名が予選ファイナル進出
- 予選ファイナル：シード15人を5人ずつ3グループに分け、2次予選勝ち上がり加えた各グループ8人で『シンデレラシステム』による3回戦を打ち、各グループ3名（計9名）が本戦進出

オンライン予選
「MJ」「雀魂」「龍龍」でそれぞれトーナメント戦を行い、上位4名ずつがファイナルに進出。ファイナルは半荘1回戦を行い、トップ（計3名）が本戦出場となる。
ベスト32
オフライン予選勝者の9名、オンライン予選勝者の3名にシード20名を加えた32名を8名ずつ4グループに分け、各グループで『シンデレラシステム』による3回戦を打ち、各グループ4名がベスト16に進出
ベスト16
16名を8名ずつ2グループに分け、各グループで『シンデレラシステム』による3回戦を打ち、各グループ4名がセミファイナルに進出
セミファイナル
8名により『シンデレラシステム』による3回戦を打ち、4名がファイナル進出
ファイナル
2半荘を実施し、優勝者を決定する。

### 2023
出典：
1次予選
東日本と西日本でそれぞれ半荘3回戦を実施し、上位30%が2次予選進出。
2次予選
1次予選通過者と2次予選シードを加え、東日本と西日本でそれぞれ半荘3回戦を実施し、上位30%（16名）が予選Final進出。
予選Final
2次予選を勝ち上がった16名を2グループに分け、各グループで『シンデレラシステム』による3回戦を打ち、各グループ3名（合計6名）が本戦進出。
グループステージ
予選勝ち上がりの6名と予選免除の38名を加えた44名を11名ずつ4グループに分け、さらにグループ毎にシード3名とそれ以外の8名に分け、各グループ2日間で対局を行い、4名ずつが勝ち上がりとなる。
1日目はノーシードの8名ずつにより『シンデレラシステム』による3回戦を打ち、各グループ5名が2日目に進出（各グループ3名が敗退）。
2日目は1日目勝ち上がりの5名とシード3名の計8名ずつにより『シンデレラシステム』による3回戦を打ち、各グループ4名（計16名）がラウンド16進出。
ラウンド16
16名を8名ずつ2グループに分け、各グループで『シンデレラシステム』による3回戦を打ち、各グループ4名（計8名）がセミファイナル進出。
セミファイナル
8名により『シンデレラシステム』による3回戦を打ち、4名がファイナル進出。
ファイナル
2半荘を実施し、優勝者を決定する。

### 2022
出典：
予選
全16選手で半荘4回戦を実施。最上位の選手が本戦進出、下位7名が敗退。
残る8選手で半荘1回戦を実施し、計5回戦の上位3名が本戦進出、残る5名が敗退。
1st Stage
予選勝ち抜けの4選手に主催者推薦の20名を加えた24選手で各節1半荘を実施。「各節の4位が脱落する」ルールで計12節（1人最大3節に参加）を実施し、12名が2nd Stage進出。
2nd Stage
1st Stage勝ち抜け順に応じて対局メンバーを振り分け、各節三人麻雀1半荘を実施し、「各節の3位が脱落する」ルールで計5節（1人最大2節に参加）を実施し、7名がセミファイナル進出。
敗者復活戦
本戦敗退メンバー17選手に「Stage通過ポイント」「Twitter投票ポイント」「主催者ポイント」の3項目で配点し合計の上位4名が参加し、1半荘を実施。最上位がセミファイナル進出。
セミファイナル
8名により『シンデレラシステム』による3回戦を打ち、4名がファイナル進出。
ファイナル
3半荘を実施し、優勝者を決定する。

### 2021
出典：
一次予選
予選参加28名をAB2組に分け、各組半荘5回戦を行い、トータル上位が勝ち上がり。
- A組は出場12名中上位5名が二次予選進出。
- B組は出場16名中上位7名が二次予選進出。

二次予選
一次予選通過の12名にシード4名を加えた16名を4卓に分け、各卓半荘5回戦を行いトータル上位7名が準決勝進出。
準決勝
二次予選通過者7名＋シード1名（シンデレラリーグ2020勝者）の8名を2卓に分け、各卓半荘2回戦を行いトータル上位2名ずつ計4名が決勝進出。
決勝
4半荘を実施し、優勝者を決定する。

### 2020
予選
全16選手を、2ブロック各8名に分け実施され、各グループ内で各節4半荘を4節実施、各選手8半荘実施。
- 各ブロック1位の選手は、決勝進出（2名）
- 各ブロック2位の選手は、プレーオフ3に進出（2名）
- 各ブロック3位の選手は、プレーオフ2に進出（2名）
- 各ブロック4位・5位の選手は、プレーオフ1に進出（4名）

プレーオフ
各プレーオフでは4半荘行い、上位2名が次のプレーオフに進出
決勝
4半荘を実施し、優勝者を決定する。

### 2019
予選
全24選手を、3ブロック各8名に分け実施された。各グループ内で各節4半荘を3節（1選手あたり12半荘）を実施。
- 各ブロック上位2名そのまま準決勝進出（6名）
- 各ブロック3位の選手は、プレーオフ2ndに進出（3名）
- 各ブロック4位の選手及び、5位の選手のうち最もポイントの多い1名は、プレーオフ1stに進出（4名）

プレーオフ
まず、「プレーオフ1st」として、2半荘を実施。上位1名のみ、各ブロック3位選手が待つ「プレーオフ2nd」に進出。
「プレーオフ2nd」も2半荘実施。上位2名が準決勝進出。
準決勝
準決勝進出者8名を2卓に分け、それぞれ2半荘を実施。上位2名が、決勝に進出。
決勝
4半荘を実施し、優勝者を決定する。

### 2018
予選
全20選手1リーグで争われた。各節5半荘を4節（1選手あたり20半荘）実施。上位16名が点数を持ち越して準々決勝に進出、下位4名は脱落。
準々決勝
1節分の4半荘を実施。予選と合わせた5節合計の上位8名が点数を持ち越して準決勝に進出、下位8名は脱落。
準決勝
1節分の4半荘を実施。準々決勝までと合わせた6節合計の上位4名が決勝進出、下位4名は脱落。
決勝
これまでのポイントはリセットし、4半荘を実施し、優勝者を決定する。

## ルール
「シンデレラファイト」移行後はMリーグルールに準拠して実施されている。
以下は「シンデレラリーグ」時代のルール。
- 東南戦
- クイタン、後ヅケあり
- 25,000点持ち30,000点返し（トップ者に+20）
- 順位点は +20、+10、▲10、▲20
- 一発、裏ドラ、カンドラ、カン裏ドラあり
- 赤牌あり（萬子、筒子、索子に各1枚）
- アガリ連荘
- オーラス、親のアガリやめ、テンパイやめなし
- ダブロン、トリプルロンなし

## 成績
| 年   | 優勝       | 優勝     | 優勝  | 準優勝     | 準優勝   | 準優勝 | 3位        | 3位      | 3位   | 4位      | 4位      | 4位    | 出典   |
| 年   | 氏名       | 所属     | 成績  | 氏名       | 所属     | 成績   | 氏名       | 所属     | 成績  | 氏名     | 所属     | 成績   | 出典   |
| ---- | ---------- | -------- | ----- | ---------- | -------- | ------ | ---------- | -------- | ----- | -------- | -------- | ------ | ------ |
| 2018 | 中山百合子 | 協会     | 134.4 | 水谷葵     | 協会     | ▲3.6   | 水口美香   | 協会     | ▲56.1 | 高橋樹里 | 最高位戦 | ▲74.7  | [ 10 ] |
| 2019 | 山本ひかる | RMU      | 184.7 | 涼宮麻由   | 協会     | 26.8   | 柚花ゆうり | 協会     | 18.4  | 与那城葵 | 最高位戦 | ▲229.9 | [ 11 ] |
| 2020 | 梅村日奈子 | 麻将連合 | 46.1  | 都美       | 協会     | 13.5   | 塚田美紀   | 最高位戦 | ▲5.8  | 与那城葵 | 最高位戦 | ▲53.8  | [ 12 ] |
| 2021 | 中山百合子 | 協会     | 32.2  | 梅村日奈子 | 麻将連合 | 29.1   | 田渕百恵   | 最高位戦 | ▲22.7 | 中月裕子 | 協会     | ▲38.6  | [ 13 ] |

| 回 | 年     | 優勝       | 優勝     | 優勝  | 準優勝   | 準優勝   | 準優勝 | 3位      | 3位  | 3位   | 4位      | 4位      | 4位    | 出典   |
| 回 | 年     | 氏名       | 所属     | 成績  | 氏名     | 所属     | 成績   | 氏名     | 所属 | 成績  | 氏名     | 所属     | 成績   | 出典   |
| -- | ------ | ---------- | -------- | ----- | -------- | -------- | ------ | -------- | ---- | ----- | -------- | -------- | ------ | ------ |
| 1  | 2022年 | 三浦ももこ | 協会     | 170.6 | 菅野真由 | 最高位戦 | ▲23.2  | 柚月彩那 | 協会 | ▲53.1 | 陽南まこ | 協会     | ▲94.3  | [ 14 ] |
| 2  | 2023年 | 新榮有理   | 最高位戦 | 132.6 | 木下遥   | 連盟     | 22.9   | 長谷川栞 | 協会 | ▲34.2 | 松田彩花 | 連盟     | ▲113.8 | [ 15 ] |
| 3  | 2024年 | 鴨舞       | 連盟     | 86.6  | 川上レイ | 連盟     | 67.6   | みあ     | 協会 | ▲41.7 | 酒寄美咲 | 最高位戦 | ▲112.5 | [ 16 ] |

## 出場選手
「シンデレラリーグ」での準決勝（2020年はプレーオフ）進出者経験者のみを対象。
最高成績が上位の順、最新出場年度が新しい順にソートした。また、2019年以降プリンセスリーグに出場し、シンデレラリーグに出場しなくなった者は「-」を記載した。2020年については、5位以下はプレーオフ敗退順に便宜上の順位を与えている。
| 氏名（所属団体）       | 最高成績 | 各シーズン成績 | 各シーズン成績 | 各シーズン成績 | 各シーズン成績 |
| 氏名（所属団体）       | 最高成績 | 2018           | 2019           | 2020           | 2021           |
| ---------------------- | -------- | -------------- | -------------- | -------------- | -------------- |
| 中山百合子（協会）     | 優勝     | 優勝           | 16位           |                | 優勝           |
| 梅村日奈子（麻将連合） | 優勝     |                |                | 優勝           | 準優勝         |
| 山本ひかる（RMU）      | 優勝     |                | 優勝           | 棄権           |                |
| 都美（協会）           | 準優勝   |                |                | 準優勝         | 6位            |
| 涼宮麻由（協会）       | 準優勝   |                | 準優勝         | 5位            |                |
| 水谷葵（協会）         | 準優勝   | 準優勝         | 9位            | 6位            |                |
| 田渕百恵（最高位戦）   | 3位      |                |                |                | 3位            |
| 塚田美紀（最高位戦）   | 3位      |                | 5位            | 3位            |                |
| 柚花ゆうり（協会）     | 3位      |                | 3位            |                |                |
| 水口美香（協会）       | 3位      | 3位            | ---            | ---            | ---            |
| 中月裕子（協会）       | 4位      |                |                |                | 4位            |
| 与那城葵（最高位戦）   | 4位      | 17位           | 4位            | 4位            |                |
| 高橋樹里（最高位戦）   | 4位      | 4位            | 13位           |                |                |
| 山田佳帆（最高位戦）   | 5位      |                |                | 9位            | 5位            |
| 夏目智依（RMU）        | 5位      | 19位           | 5位            | 8位            |                |
| 吉田葵（最高位戦）     | 5位      | 5位            | 22位           |                |                |
| 瑞原明奈（最高位戦）   | 6位      | 6位            | ---            | ---            | ---            |
| 篠原冴美（協会）       | 7位      |                |                |                | 7位            |
| 松井夢実（最高位戦）   | 7位      |                |                | 7位            |                |
| 川又静香（協会）       | 7位      |                | 7位            |                |                |
| 里中花奈（RMU）        | 7位      |                | 7位            |                |                |
| 日向藍子（最高位戦）   | 7位      | 7位            | ---            | ---            | ---            |
| 羽月まりえ（最高位戦） | 8位      |                |                |                | 8位            |
| 樋口清香（最高位戦）   | 8位      | 8位            |                |                |                |